# Calyptranthes estoraquensis
Calyptranthes estoraquensis är en myrtenväxtart som beskrevs av Parra-os.. Calyptranthes estoraquensis ingår i släktet Calyptranthes och familjen myrtenväxter. Inga underarter finns listade i Catalogue of Life.